# Cenchrus distichophyllus
Cenchrus distichophyllus är en gräsart som beskrevs av August Heinrich Rudolf Grisebach. Cenchrus distichophyllus ingår i släktet tagghirser, och familjen gräs. Inga underarter finns listade i Catalogue of Life.